# Santa María Temaxcalapa
Santa María Temaxcalapa là một đô thị thuộc bang Oaxaca, México. Năm 2005, dân số của đô thị này là 924 người.